# Dyckia
Genre
Classification APG II (2003)
Synonymes
- Garrelia Gaudich. (1851)
- Prionophyllum K.Koch (1873)

Dyckia est un genre de plantes de la famille botanique des Bromeliaceae, sous-famille des Pitcairnioideae, dont les espèces sont originaires du Brésil et du nord de l'Argentine.

## Liste d'espèces
Selon ITIS :
- Dyckia brevifolia Baker

### Espèces
- Dyckia affinis Baker
- Dyckia agudensis Irgang & Sobral
- Dyckia alba S.Winkl
- Dyckia aurea L.B.Sm.
- Dyckia beateae E.Gross & Rauh
- Dyckia brachyphylla L.B. Sm.
- Dyckia brachystachya Rauh & E.Gross
- Dyckia bracteata (Wittmack) Mez
- Dyckia brasiliana L.B.Sm.
- Dyckia braunii Rauh
- Dyckia brevifolia Baker
- Dyckia burchellii Baker
- Dyckia burle-marxii L.B.Sm. & R.W. Read
- Dyckia cabrerae L.B.Sm. & Reitz
- Dyckia choristaminea Mez
- Dyckia cinerea Mez
- Dyckia commixta Hassler
- Dyckia consimilis Mez
- Dyckia coximensis L.B.Sm. & Reitz
- Dyckia crassifolia Rauh
- Dyckia crocea L.B.Sm.
- Dyckia dawsonii L.B.Sm.
- Dyckia delicata Larocca & Sobral
- Dyckia deltoidea (L.B.Sm.) L.B.Sm.
- Dyckia densiflora Schultes f.
- Dyckia dissitiflora Schultes f.
- Dyckia distachya Hassler
- Dyckia domfelicianensis T. Strehl
- Dyckia duckei L.B.Sm.
- Dyckia dusenii L.B.Sm.
- Dyckia elata Mez
- Dyckia elisabethae Winkler
- Dyckia elongata Mez
- Dyckia eminens Mez
- Dyckia encholirioides (Gaudichaud) Mez
  - var. rubra (Wittmack) Reitz
- Dyckia estevesii Rauh
- Dyckia excelsa Leme
- Dyckia exserta L.B.Sm.
- Dyckia ferox Mez
- Dyckia ferruginea Mez
- Dyckia floribunda Grisebach
- Dyckia fosteriana L.B.Sm.
  - var. robustior L.B.Sm.
- Dyckia frigida Hooker f.
- Dyckia glandulosa L.B.Sm. & Reitz
- Dyckia goehringii E. Gross & Rauh
- Dyckia goiana L.B.Sm.
- Dyckia gracilis Mez
- Dyckia granmogulensis Rauh
- Dyckia hatschbachii L.B.Sm.
- Dyckia hebdingii L.B.Sm.
- Dyckia hohenbergioides Leme & E. Esteves
- Dyckia horridula  Mez
- Dyckia ibicuiensis T. Strehl
- Dyckia ibiramensis Reitz
- Dyckia insignis Hassler
- Dyckia irmgardiae L.B.Sm.
- Dyckia irwinii L.B.Sm.
- Dyckia julianae T. Strehl
- Dyckia lagoensis Mez
- Dyckia leptostachya Baker
- Dyckia limae L.B.Sm.
- Dyckia lindevaldae Rauh
- Dyckia linearifolia Baker
- Dyckia lutziana L.B.Sm.
- Dyckia macedoi L.B.Sm.
- Dyckia machrisiana L.B.Sm.
- Dyckia macropoda L.B.Sm.
- Dyckia maracasensis Ule
- Dyckia maritima Baker
- Dyckia marnier-lapostollei L.B.Sm.
  - var. estevesii Rauh
- Dyckia martinellii B.R. Silva & Forzza
- Dyckia mello-barretoi L.B.Sm.
- Dyckia microcalyx Baker
  - var. ostenii L.B.Sm.
- Dyckia milagrensis Leme
- Dyckia minarum Mez
- Dyckia mitis Castellanos
- Dyckia monticola L.B.Sm. & Reitz
- Dyckia nervata Rauh
- Dyckia niederleinii Mez
- Dyckia odorata L.B.Sm.
- Dyckia orobanchoides Mez
- Dyckia paraensis L.B.Sm.
- Dyckia pauciflora L.B.Sm. & R.W. Read
- Dyckia paucispina Leme & E. Esteves
- Dyckia pectinata L.B.Sm. & Reitz
- Dyckia pernambucana L.B.Sm.
- Dyckia platyphylla L.B.Sm.
- Dyckia polycladus L.B.Sm.
- Dyckia princeps Lemaire
- Dyckia pseudococcinea L.B.Sm.
- Dyckia pulquinensis Wittmack
- Dyckia pumila L.B.Sm.
- Dyckia racemosa Baker
- Dyckia racinae L.B.Sm.
- Dyckia ragonesei Castellanos
- Dyckia rariflora Schultes f.
- Dyckia reitzii L.B.Sm.
- Dyckia remotiflora Otto & Dietrich
  - var. tandilensis (Spegazzini) Cabrera
  - var. montevidensis (K. Koch) L.B.Sm.
  - var. angustior L.B.Sm.
- Dyckia retardata Winkler
- Dyckia retroflexa Winkler
- Dyckia rigida T. Strehl
- Dyckia rupestris W. Till & Morawetz
- Dyckia saxatilis Mez
- Dyckia schwackeana Mez
- Dyckia secunda L.B.Sm.
- Dyckia selloa (K. Koch) Baker
- Dyckia sellowiana Mez
- Dyckia sickii L.B.Sm.
- Dyckia silvae L.B.Sm.
- Dyckia simulans L.B.Sm.
- Dyckia sordida Baker
- Dyckia spinulosa L.B.Sm. & Reitz
- Dyckia stenophylla L.B.Sm.
- Dyckia subinermis Mez
- Dyckia tenebrosa Leme & H. Luther
- Dyckia tenuis Mez
- Dyckia tobatiensis Hassler
- Dyckia tomentella Mez
- Dyckia trichostachya Baker
- Dyckia tuberosa (Vellozo) Beer
- Dyckia tweediei Mez
- Dyckia uleana Mez
- Dyckia ursina L.B.Sm.
- Dyckia velascana Mez
- Dyckia velloziifolia Mez
- Dyckia vestita Hassler
- Dyckia virgata Mez
- Dyckia warmingii Mez
- Dyckia weddelliana Baker

## Galerie

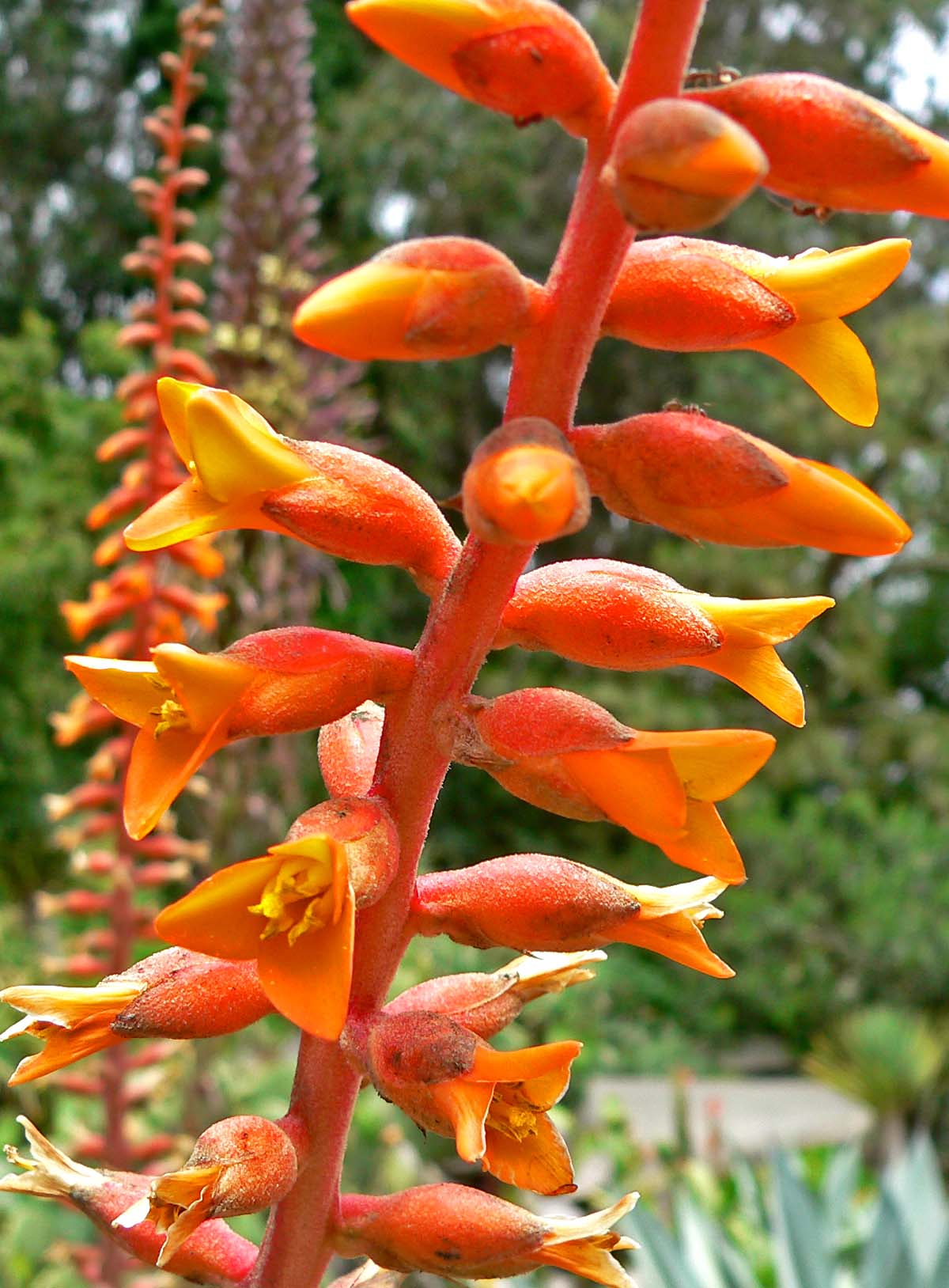
Dyckia platyphylla [inflorescence]
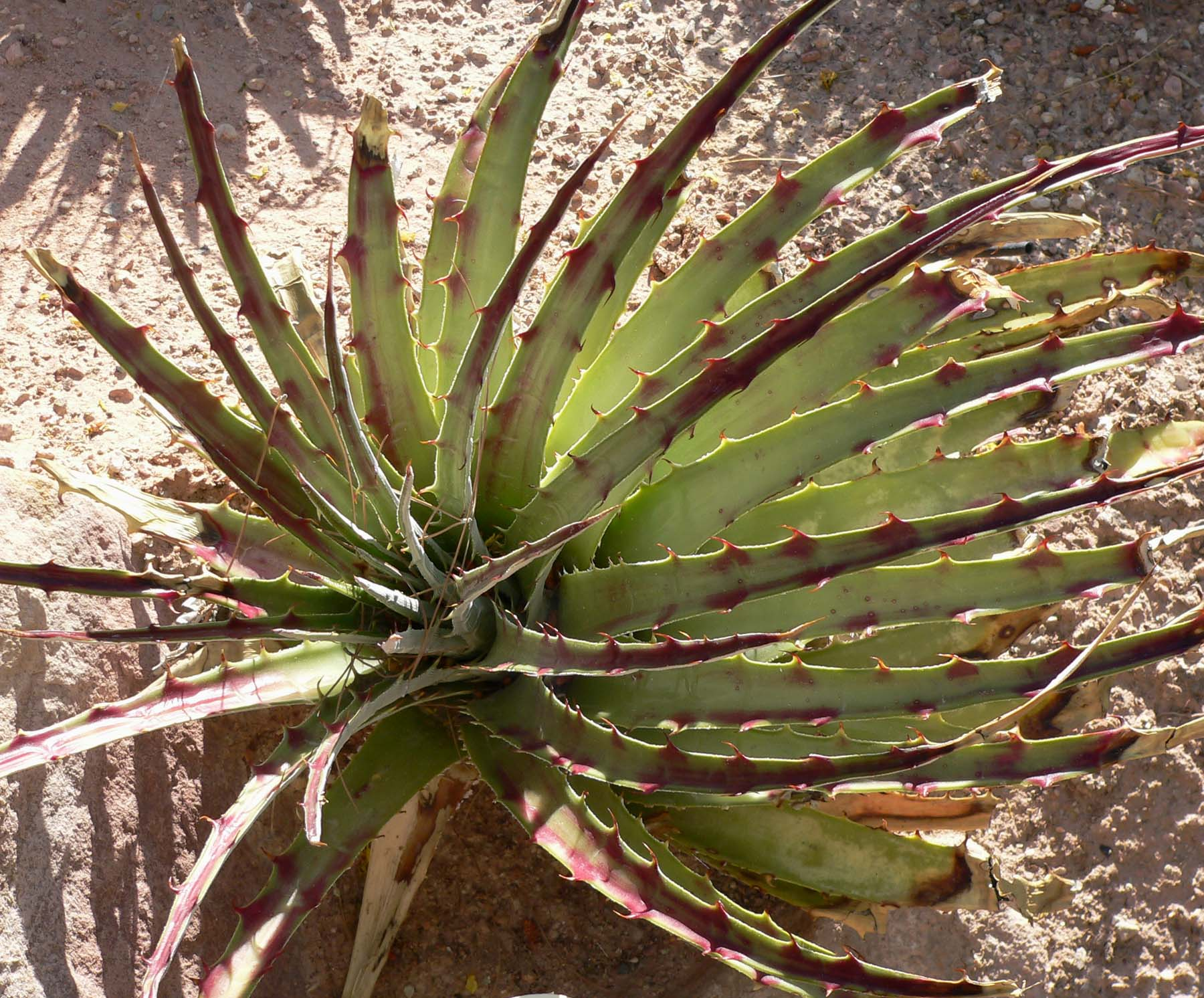
Dyckia remotiflora
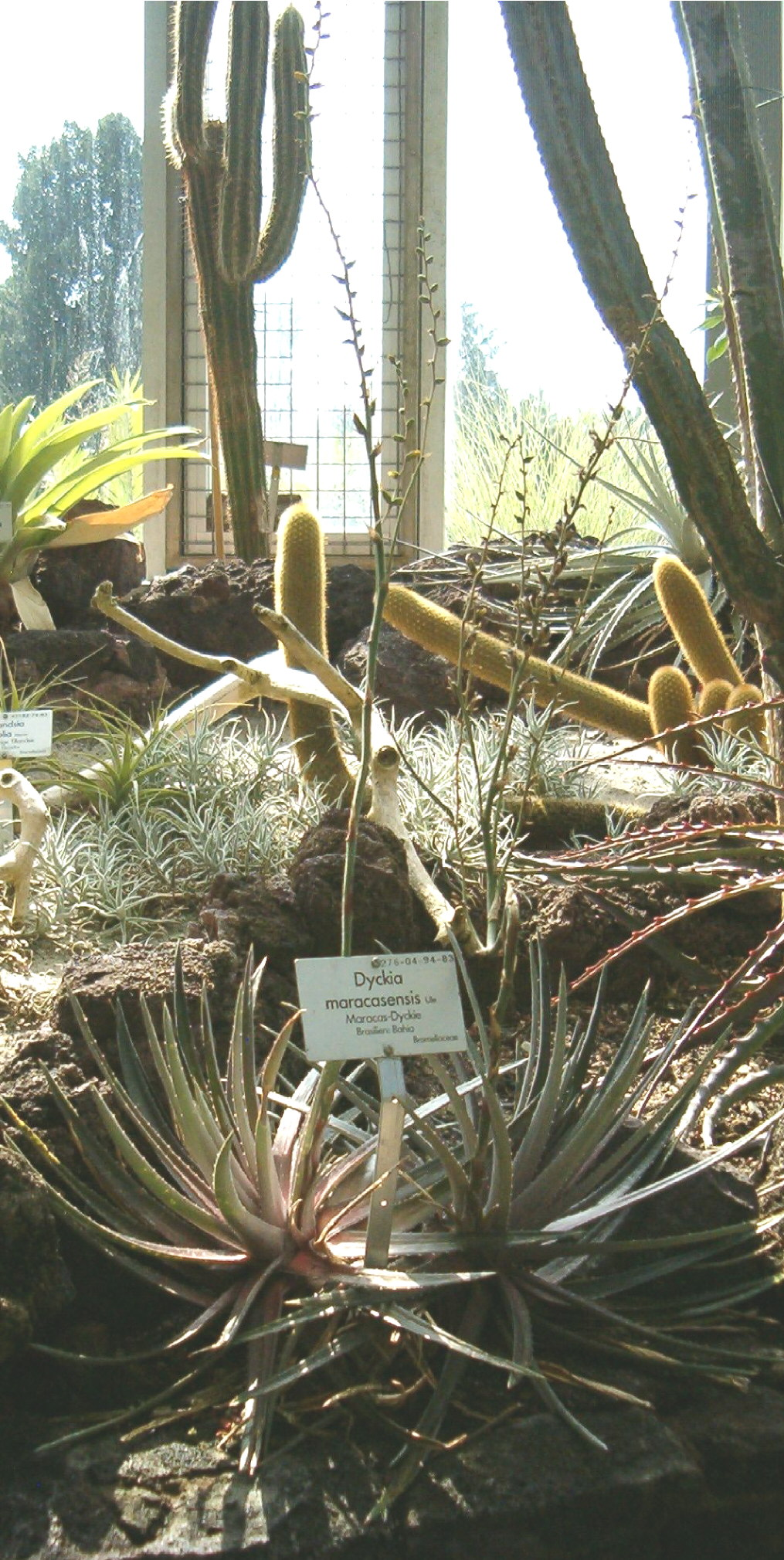
Dyckia maracasensis